# George Hitchcock
George Hitchcock est un peintre américain, né le 29 septembre 1850 et mort le 2 août 1913.
Il s'expatrie aux Pays-Bas où il donne des cours de peinture en plein air. Son penchant pour les teintes vives et les formes décoratives influence le peintre américain Karl James Anderson qui se rend à Egmond, pour s’inscrire à ses cours.